# 基米奧鎮區 (堪薩斯州華盛頓縣)
基米奧鎮區（英語：Kimeo Township）為美國堪薩斯州華盛頓縣轄下的鎮區。2010年美国人口普查中此鎮區人口有53人。

## 地理
基米奧鎮區涵蓋總面積為93.3平方（36.01平方英里），其中陸地面積為93.0平方（35.91平方英里），水域面積為0.26平方（0.10平方英里）或0.28%。

## 人口統計
根據2010年美國人口普查，基米奧鎮區人口有53人，其中男性有27人，女性有26人，人口密度為每平方公里0.57人，住房計26戶。鎮區內的白人有53人，非裔美國人有0人，美洲原住民有0人，亞裔美國人有0人，太平洋島裔美國人有0人，其他種族有0人，混血種族則有0人。此外鎮區內有0人為西班牙裔或拉丁裔美國人。此鎮區之年齡中位數為50.1歲，而男性年齡中位數為49.8歲，女性年齡中位數為51.0歲。